# Leótychidas I.
Leótychidas I. nebo Leótychidás I. (starořecky Λεωτυχίδας) byl králem Sparty (zřejmě mytickým) přibližně koncem sedmého století před Kr. (Možná 625 - 600 před Kr.). Pocházel z královského rodu Eurypontovců.
Zmínka o Leótychidovi I. se zachovala z pera historika Herodota, který ho vzpomíná ve svém díle Historie, jako jednoho z předků Leótychida II. z královské rodiny Eurypontovců. Tento písemný text nám prozrazuje jen tolik, že předchůdcem Leótychida I. byl Anaxilaos a jeho následníkem syn Hippokratidas.
Přestože je Herodotův seznam králů z rodiny Eurypontovcův nejstarším z antických historiků, ne všichni současní historici se ve svých seznamech králů Sparty k němu kloní, neboť existuje i seznam králů Sparty od Pausania, který není zcela s ním shodný. Pausanias krále Leótychida I. ve svém seznamu neuvádí, jakož i několik dalších králů Sparty z rodu Eurypontovců z tohoto období dějin Sparty. (V seznamech králů Sparty rodu Agiovců se všichni historici shodují)
Pro nedostatek přímých historických důkazů je téměř jisté, že se historici na tomto problému neshodnou, proto je také obtížné dokázat to, zda byl Leótychidas I. skutečně historickou postavou. Záznam některých historiků, že Leótychidas I. byl spolukrálem Anaxandra během druhé messénské války je informace získaná víceméně extrapolací a proto se může použít pouze orientačně.